# Trophy Eyes
Trophy Eyes es una banda australiana de punk rock de Newcastle. Actualmente están bajo el sello discográfico Hopeless Records.

## Historia
Trophy Eyes se formó en 2013. Desde entonces han publicado un EP titulado Everithing Goes Away (2013), y dos álbumes de larga duración, Mend, Move On (2014) y Chemical Miracle (2016). La banda fue parte de la edición del 2015 del Vans Warped Tour. Visitaron el Reino Unido con la banda galesa Neck Deep , la banda estadounidense Knuckle Puck y la banda canadiense Seaway de enero a febrero del 2015.

## Miembros
- John Floreani – vocalista líder
- Jeremy Winchester – bajo, voz
- Andrew Hallett – guitarra
- Kevin Cross – guitarra
- Callum Calambre – batería

## Discografía
Álbumes de estudio
- Mend, Move On  (2014)[5]
- Chemical Miracle (2016)

EPs
- Everything Goes Away (2013)[6]